# Liv (1934)
Liv är en norsk drama- och kriminalfilm från 1934. Filmen regisserades av Rasmus Breistein och i titelrollen ses Tordis Maurstad.

## Handling
På ett bröllop dräper Gunnar Haugen en resande som kommit dit med sin fru och en liten son. Han döms till sex års fängelse för mordet. Hans fru dör och hans dotter Liv får komma till några släktingar. Efter att ha suttit av sitt straff säljer Gunnar gården och ger halva köpesumman till fattiga. Han flyttar med Liv till en avlägsen bygd där ingen känner till hans förflutna.
Liv blir 16 år. En höstkväll kommer en sliten och svulten pojke över fjället och bankar på dörren. Pojken heter Aslak och är hemlös. Han tar arbete varhelst han kan få det och får stanna hos Gunnar och Liv. Aslak är son till den man som Gunnar dödade och i själva verket har han skickats dit för att hämnas. Liv och Aslak förälskar sig i varandra. Gunnar får reda på att Aslak har berättat för folket i bygden att han är en mördare och kastar därför ut honom. Aslak berättar då vem han egentligen är och varför han har kommit. Han berättar även att Liv är gravid. Gunnar blir utom sig av sorg och kort därefter flyttar Liv ut och ger sig ut på vandring. Hon föder en son som hon döper till Gunnar. Med honom på ryggen går hon från hus till hus och frågar efter Aslak. Hon hittar honom tillsammans med några andra kringresande. Aslak ångrar att han lämnat henne och bryter upp från sitt sällskap. Han gifter sig med Liv och försonas med Gunnar.

## Rollista
- Tordis Maurstad – Liv Haugen
- Alfred Maurstad – Aslak Bråten
- Ingjald Haaland – Gunnar Haugen
- Edvard Drabløs – en bonde
- Sigurd Eldegard – en bonde
- Eva Fochsen – Liv som barn
- Johs. Jensen – prästen
- Arne Kleve – en resande
- Lisbeth Nyborg – bondmora
- Helga Rydland – Guro, mor til Aslak

## Om filmen
Liv är Rasmus Breisteins sjunde filmregi och hans andra talfilm. Den bygger på en berättelse av Kristofer Janson som omarbetades till filmmanus av Breistein. Den fotades och klipptes av Gunnar Nilsen-Vig och premiärvisades den 26 december 1934 i Norge. Musiken komponerades av Adolf Kristoffer Nielsen.